# 阿羌镇
阿羌镇，是中华人民共和国新疆维吾尔自治区巴音郭楞蒙古自治州且末县下辖的一个乡镇级行政单位。
2016年1月9日，新疆维吾尔自治区人民政府批复同意撤销阿羌乡建制，设立阿羌镇，将且末县直辖的部分区域划归阿羌镇管辖。

## 行政区划
阿羌镇下辖以下地区：
阿羌村、咯特勒什村、依山干村、萨尔干吉村和昆其布拉克牧场村。